# Schnabelknappen
Unter Schnabelknappen oder Knappen versteht man in der Vogelkunde einen Instrumentallaut, der durch ein kräftiges Abrutschen des Unterschnabels von der Oberschnabelspitze entsteht (nicht durch Aufeinanderschlagen der Schnabelhälften). Viele Eulen verfügen über diese Lautäußerung, so wird z. B. der heimische Waldkauz in manchen Gegenden auch „Knappeule“ genannt. Aber auch der Pirol und der Wiedehopf beherrschen das Schnabelknappen.